# Vaudeville
Der Ausdruck Vaudeville [vɔd.vil] bezeichnet:
- eine Frühform des französischen Schlagers ab dem 15. Jahrhundert.
- ein Pariser Theatergenre mit Gesang und Instrumentalbegleitung, das in den 1840er Jahren den Höhepunkt seiner Beliebtheit erreichte.
- ein Genre des US-amerikanischen (vor allem New Yorker) Unterhaltungstheaters ab etwa 1860, das um das Jahr 1900 am populärsten war.

Diese drei Bedeutungen gehen ineinander über: Schon das Vaudeville als Liedgattung im 16./17. Jahrhundert kann ein Charakteristikum von Theaterstücken sein, in die es eingelegt ist. Das Vaudeville als Theatergattung des 19. Jahrhunderts kann stets noch Vaudevilles als Lieder im alten Sinne enthalten. Das französische Vaudeville als in sich geschlossenes Theaterstück kann in den Produktionen der Music Halls nach 1850 in jene revueartige, lose Folge von Musik-, Tanz- und Akrobatiknummern übergehen, die das amerikanische Vaudeville charakterisiert.

## Etymologie
Die Herkunft des Wortes ist umstritten. Möglicherweise ist es eine Verballhornung des „Vau de Vire“, eines Tals in der Normandie, wo Olivier Basselin, der zuweilen als Erfinder des Vaudevilles galt, um die Mitte des 15. Jahrhunderts Trinklieder dichtete. Oder es stammt von den französischen Verben vauder (drehen) und virer (transportieren, übertragen) ab. Andere Deutungen führen es auf Französisch „voix de ville“ (Stimme der Stadt) zurück. Die Bezeichnung vau(x)-de-vire ist im 15. Jahrhundert geläufig, voix-de-ville erscheint vor allem im 16. Jahrhundert, während sich vom 17. Jahrhundert an vaudeville durchsetzte.

## Vaudeville als französischer Schlager
Das Vaudeville war seit dem 15. Jahrhundert eine Art Schlagerlied in Frankreich und im französischen Kanada, das von allen Ständen gesungen wurde, in gewisser Weise eine Vorform des Chansons. Zu bekannten Melodien („timbres“), von denen mehrere Tausend im Umlauf waren, wurden stets neue Texte gedichtet. Selbst Fabeln und Grammatikregeln wurden auf diese Weise zu Liedern gemacht. Häufig waren es Spottlieder. Dieser Begriff des Vaudevilles lässt sich etwa wie folgt umschreiben: „Bekannte Melodie bleibt, aktueller Text wechselt.“
In dieser Bedeutung ist das Vaudeville eine Art französische Nationalgattung, wie es Nicolas Boileau in seiner Poetik (Chant II, 1674) festhielt: ein satirisches Lied, das von Mund zu Mund gehe. Der Gebrauch solcher Lieder im Theater hat vermutlich die neueren Wortbedeutungen angeregt, was sich aus einigen Gattungsbezeichnungen schließen lässt. Z. B. comédie en vaudevilles mélée de prose: Komödie aus Vaudevilles, vermischt mit Prosatext.
Als musikalische Bezeichnung kann Vaudeville seit dem 16. Jahrhundert für ein Lied oder einen Choralsatz mit syllabischer Textvertonung ohne Koloraturen stehen.

## Vaudeville als Pariser Theatergattung

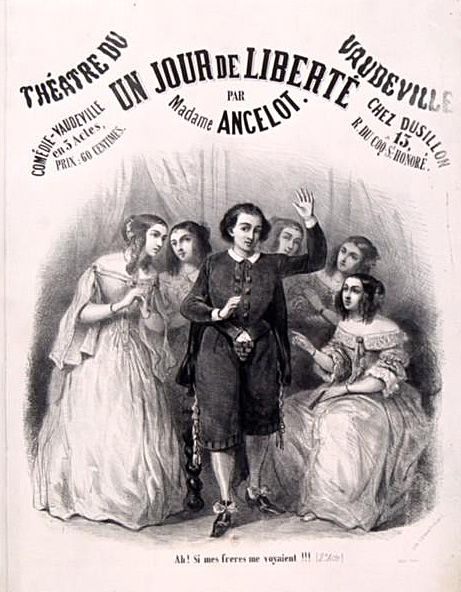
Theaterwerbung aus der Zeit der größten Beliebtheit des Pariser Vaudevilles 1844

Das Vaudeville als Theatergattung hat seine Ursprünge im Pariser Jahrmarktstheater des 17./18. Jahrhunderts und ist dort oft mit Tanz verbunden. Seine Autoren sind Alain-René Lesage oder Alexis Piron. Die einfache Form eines Stücks mit Liedern, die nach Vaudeville-Manier zu bekannten Melodien gesungen werden, geht in die musikalisch anspruchsvollere Opéra comique über, in der die Gesänge neu komponiert sind.
Um 1800 herum bezeichnet „Vaudeville“ oft einen Schlusschor, den die Figuren eines Bühnenstücks gemeinsam singen. Bekanntestes Beispiel ist das Finale von Mozarts Die Entführung aus dem Serail (1782), in dem das Stück „Wer so viel Huld vergessen kann …“ die Moral des Spiels zum Ausdruck bringt. Auch das Mitsingen des Publikums bleibt bis ins 19. Jahrhundert hinein eine Eigenschaft des Bühnen-Vaudevilles.
Seit Anfang des 19. Jahrhunderts entwickelte sich das Vaudeville zum Theatergenre zur kommerziellen Unterhaltung für ein subbürgerliches Publikum in der Großstadt. Das Napoleonische Theaterdekret 1807 definierte die Gattung, die auf dem Théâtre du Vaudeville aufgeführt werden sollte, als „kleine Stücke mit eingelegten Couplets zu bekannten Melodien“. Vaudevilles waren in dieser Zeit modische Komödien mit zumeist alltäglichem Inhalt und lokalen Anspielungen, die kurze Musiknummern enthielten. Sie waren ein wesentlicher Bestandteil im Repertoire der Boulevardtheater. Die Handlungen waren frivol, witzig und satirisch.
Je nach der mehr melodramatischen oder mehr possenhaften Färbung unterschied man Untergattungen wie Drame-Vaudeville, Comédie-Vaudeville oder Folie-Vaudeville. In Paris bestanden Mitte des 19. Jahrhunderts mehrere spezialisierte Vaudevilletheater, z. B. Théâtre du Gymnase, Théâtre du Vaudeville, Théâtre des Variétés, Théâtre du Palais-Royal. Unter den zahlreichen Autoren seien etwa Germain Delavigne, Ludovic Halévy, Eugène Marin Labiche und später Georges Feydeau hervorgehoben.
Epochemachend war in der Vaudevilledichtung besonders Augustin Eugène Scribe, der die Pariser Bühnen reichlich mit Vaudevilles versorgte und in seiner Antrittsrede in der Académie française 1836 die Berechtigung dieses Genres nachzuweisen versuchte. Eines seiner beliebtesten Vaudevilles war Yelva, die russische Waise (1828), bei dem das Publikum eine stumme Figur versteht, indem es sich wie einst im Pariser Jahrmarktstheater an die Texte bekannter Melodien erinnert. Die Operette von Jacques Offenbach seit den 1850er Jahren orientierte sich am Vaudeville und gab der Musik verstärktes Gewicht. In der spanischen Variante der Operette, der Zarzuela, hat sich die Vaudeville-Tradition der eingelegten bekannten Melodien bis ins 20. Jahrhundert erhalten. Gegen 1900 bezeichnete man dann eine Art Schwank als Vaudeville.
Im deutschen Sprachgebiet konnte man der Menge der französischen Stücke nichts entgegenhalten und übersetzte sie oft zum Eigengebrauch, wobei man die Handlungen meist sentimentaler gestaltete. Eine etwas biedere, von der Zahl der Produktionen her nicht vergleichbare deutsche Entsprechung des Vaudevilles war das Liederspiel. Darin versuchten sich etwa Carl Blum und Karl von Holtei.
Dass die ältere Vaudeville-Tradition der in eine Handlung eingegliederten populären Melodien in Frankreich noch lebendig ist, zeigen Filme wie Das Leben ist ein Chanson (1997).

## Das US-Vaudeville

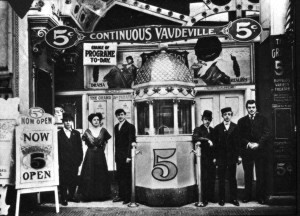
Ein einfaches Vaudeville-Theater als Vorläufer des Nickelodeons in Buffalo

### Begriff
Das US-Vaudeville als Bühnenunterhaltung bestand aus einer temporeichen Zusammenstellung gemischter Nummern in der Art eines Varietés. Im Unterschied zum französischen Vaudeville hatte es keine in sich geschlossene Handlung, sondern ein Nummernprogramm und tendierte zu einer Art Zirkus in kleinem Rahmen. Dies hatte den Vorteil, dass es keine Anfangszeiten gab, nach denen sich das Publikum hätte richten müssen.
Der Name stammte weniger von den französischen Komödien, die damals Vaudeville genannt wurden, als von europäischen Theaternamen wie dem Théâtre du Vaudeville Paris oder dem Königsstädtischen Vaudeville-Theater Berlin. Die französische Bezeichnung klang im Amerikanischen vornehm und wertete die Schaubuden, in denen die Vaudeville-Programme oft stattfanden, zu richtigen Theatern auf. Möglicherweise hängt auch das Mitsingen des Publikums zu bekannten Melodien (wie z. B. Peggy O’Neil), das selbst in den Nickelodeons noch gepflegt wurde (vgl. Barbershop), mit der Bezeichnung Vaudeville zusammen.

### Geschichte
Der Begriff Vaudeville ist in den USA mit der Einführung des „Big Business“ in die Welt der volkstümlichen Unterhaltung verbunden. Vaudeville-Ketten kämpften um die Vorherrschaft auf dem Unterhaltungsmarkt. Es entstand ein striktes Regelwerk hinsichtlich dessen, was in den Shows gezeigt werden durfte und was nicht. Diese Ketten engagierten Künstler, die von einem Theater zum anderen reisten, und sie scheuten sich nicht, sich die besten Künstler gegenseitig abspenstig zu machen. Aufgrund der großen Konkurrenz entwickelte sich eine enorme artistische Qualität. Diese Theaterform war handwerkliche Basis für die Stummfilmkomik.

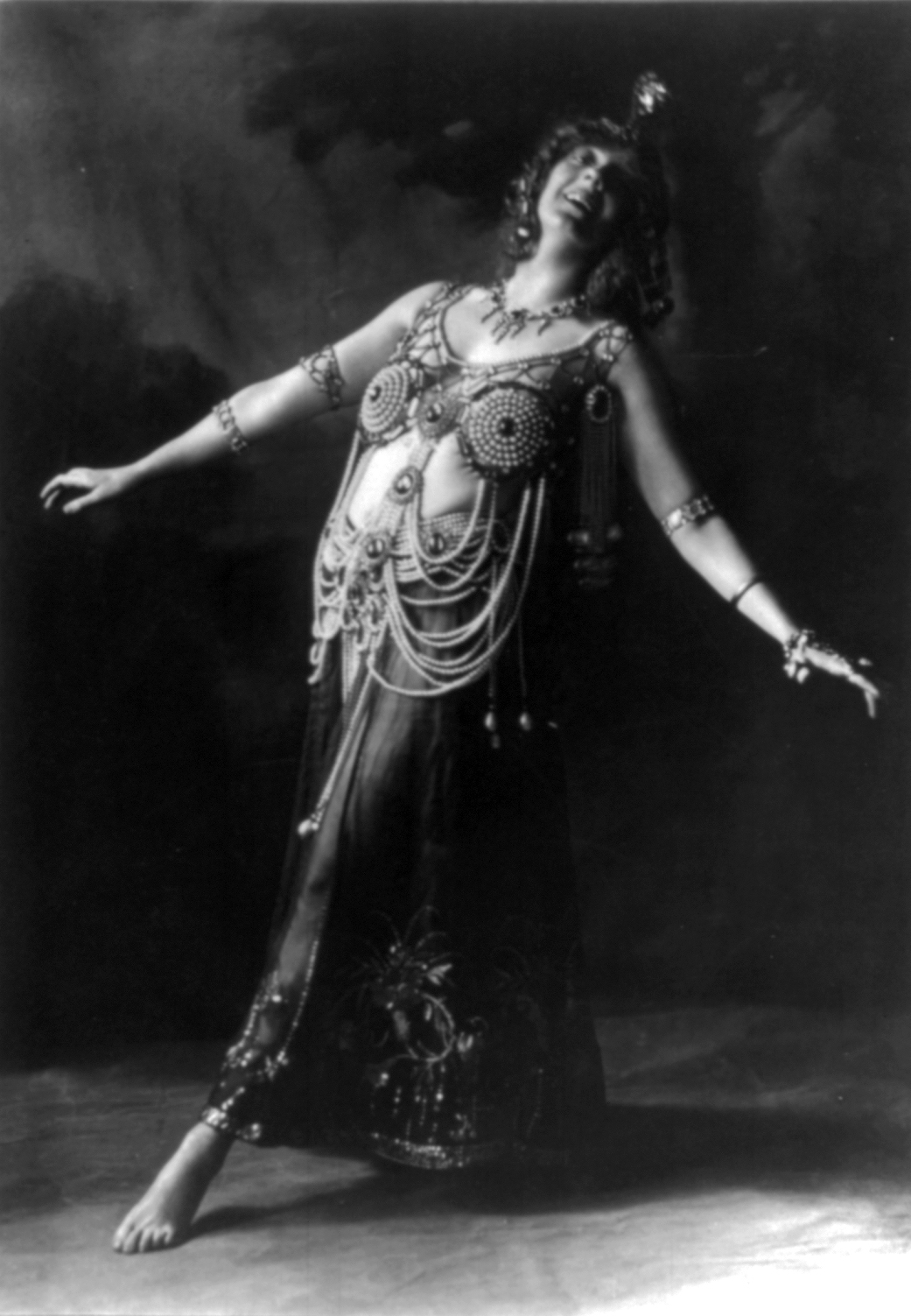
Vaudeville-Tänzerin Gertrude Hoffman (1885–1966) als Salome

Das Vaudeville in der amerikanischen Bedeutung wurde in den 1880er Jahren mit dem Wachsen der Industrie in Nordamerika populär und erlebte seinen Niedergang ab den 1920er Jahren mit dem Aufkommen des Tonfilms, des Radios und in der Großen Depression der 1930er Jahre. Die beiden größten amerikanischen Vaudeville-Theater-Ketten, Keith-Albee und Orpheum Circuits Inc., fusionierten 1928 zur Keith-Albee-Orpheum Corporation und gingen ein Jahr darauf im Filmunternehmen RKO Pictures auf, das diese Häuser sämtlich in Kinos umwandelte.
Eines der ersten Theater für das Vaudeville wurde 1865 in Manhattan vom Impresario Tony Pastor eröffnet. Eine ganze Kette von Theatern gehen auf Benjamin Franklin Keith zurück. Im Vaudeville traten unterschiedliche Darsteller auf: Musiker, Komödianten, Magier, Tierdresseure, Akrobaten und Gymnastikkünstler, Bauchredner und viele mehr. Darunter waren auch bekannte Künstler wie W. C. Fields, Buster Keaton, die Marx Brothers, Edgar Bergen mit seiner Puppe Charlie McCarthy, Eddie Cantor und die „Drei Stooges“, die allesamt ihre Karrieren im Vaudeville-Theater begannen. Auch bekannte Schauspieler wie Sarah Bernhardt traten manchmal in Vaudeville-Shows auf.
Die Bezeichnung Automatic Vaudeville war in den 1910er Jahren für Stummfilmvorführungen gebräuchlich, die oft in denselben Theatern stattfanden wie zuvor die Varietéprogramme. Es gab auch Mischprogramme von Vaudevillenummern und Filmen. Heute ist Automatic Vaudeville ein Modebegriff für experimentelle Medienkunst (und ein Namensbestandteil verschiedener Institutionen wie der Automatic Vaudeville Studios Montreal).

## Großbritannien
In Großbritannien und Frankreich nannte man diesen Theatermix Music Hall. Charlie Chaplin und Stan Laurel gingen daraus hervor. Der Begriff „Vaudeville“ bekam in London durch das Einbeziehen von Stripshows und erotischen Tänzen einen anrüchigen Charakter (dies wurde in Amerika als Burlesque bezeichnet).
Ein in Deutschland bekannter englischer Vaudeville-Künstler ist Freddie Frinton, dessen Fernsehsketch Dinner for One auf eine Vaudeville-Nummer zurückgeht.